# 姜昌一
姜昌一（韓語：강창일、1952年1月28日— ）大韓民国政治家、外交官、曾任培材大学教授、学生運動家。第17・18・19・20代國會議員。共同民主黨籍。現任韓国国会独島領土守護対策特別委員会委員長。2017年6月起擔任韓日議員聯盟會長。2020年11月23日，韓國總統府表示姜昌一將出任大韓民國駐日本大使，任期為2021年1月至2022年6月。
出身於濟州島。本貫晉州姜氏。佛教徒。

## 外部連結
- 姜昌一公式ホームページ

| 外交職務      | 外交職務                                 | 外交職務      |
| ------------- | ---------------------------------------- | ------------- |
| 前任： 南官杓 | 韓國駐日本大使 2021年1月16日 - 2022年6月 | 繼任： 尹德敏 |